# My Dinner with Andre
My Dinner with Andre is een Amerikaanse dramafilm uit 1981 onder regie van Louis Malle.

## Verhaal
Wally en Andre dineren samen in een restaurant. Andre heeft juist enkele vreemde levenservaringen opgedaan. De oude vrienden praten bijna twee uur lang over hun persoonlijke filosofieën.

## Rolverdeling
| Acteur        | Personage |
| ------------- | --------- |
| Wallace Shawn | Wally     |
| Andre Gregory | Andre     |
| Jean Lenauer  | Ober      |
| Roy Butler    | Barman    |